# Radyr (stacja kolejowa)
Radyr (ang. Radyr railway station) – stacja kolejowa w Cardiff, w Walii. Obsługuje obszar Radyr. Znajduje się u podnóża wzgórza, na wschodnim skraju miejscowości, obok rzeki Taff i przylega do Taff Trail. Stacja znajduje się na Merthyr Line, a także jest północnym krańcem Cardiff City Line.

## Połączenia
W ciągu dnia między poniedziałkiem a sobotą, kursuje zwykle osiem pociągów na godzinę z Cardiff Central do takich miejsc jak Pontypridd, Treherbert, Merthyr Tydfil i Aberdare. Istnieje osiem pociągów na godzinę do Cardiff Central (dwa poprzez Ninian Park), a niektóre z nich kursują dalej poza Cardiff do Barry Island, Bridgend (poprzez Vale of Glamorgan) i Coryton (za pośrednictwem City Linie). 
W niedzielę kursuje znacznie mniej pociągów, bez kursów na Cardiff City Linie.

## Linie kolejowe
- Cardiff City Line
- Merthyr Line